# Голуб норфолцький
Голуб норфолцький (Pampusana norfolkensis) — вимерлий вид голубоподібних птахів родини голубових (Columbidae). Був ендеміком острова Норфолк.

## Опис
Норфолцький голуб відомий за описом британського орнітолога Джона Летема, малюнком Джона Хантера, зробленим у 1790 році та чотирьом кісткам, знайденим в районі заток Семетрі та Емілі на острові Норфолк у 1985 та 1997 роках. За описом Летема, птах досягав у довжину 35 см, голова, шия та груди у нього були білими, нижня частина тіла і дзьоб чорними. Хвіст був фіолетово-чорним, а лапи червоними. За розрахунками новозеландського палеоозолога Річарда Холдуея, норфолцький голуб важив близько 200 г.

## Вимирання
Норфолцькі голуби вимерли за кілька десятиліть після колонізації європейцями острова Норфолк у 1774 році внаслідок надмірного полювання та хижацтва з боку інвазивних ссавців. Наприкінці XVIII століття вид вже не спостерігався..

## Таксономія
Таксономічне положення норфолцького голуба тривалий час залишалися спірними. Збережених зразків цього виду не існує, і більшість інформації про вид походить з єдиної ілюстрації, зробленої Джоном Хантером для книги «Колекція 100 оригінальних акварелей птахів, квітів, риб і місцевих жителів», зроблених протягом 1788–1790 рр. у Новому Південному Уельсі. Малюнок № 89 має опис «Голуб. Острів Норфолк». У минулому для позначення цього виду використовувалася наукова назва Columba norfolciensis Latham, 1801; однак ця назва також використовувалася для позначення індійського голуба-зеленокрила та білоголового голуба, і неможливо підтвердити, що оригінальний опис Латама Columba norfolciensis відноситься до виду, зображеного Хантером. Назва Columba norfolciensis була заборонена до використання ICZN у 2010 році. Джозеф Форшоу у 2015 ввів нову наукову назву Alopecoenas norfolkensis. У 2019 році вид був переведений до роду Pampusana.